# Tour des Flandres 1925
Le Tour des Flandres 1925 est la neuvième édition du Tour des Flandres. La course a lieu le 29 mars 1925, avec un départ et une arrivée à Gand sur un parcours de 228 kilomètres. 
Le vainqueur final est le coureur belge Julien Delbecque, qui devance au sprint son compagnon d'échappée Joseph Pé à Gand. Hector Martin termine troisième.

## Monts escaladés
- Tiegemberg
- Quaremont (Nouveau Quaremont)

## Classement final
|    | Coureur           | Pays     | Équipe              | Temps           |
| -- | ----------------- | -------- | ------------------- | --------------- |
| 1  | Julien Delbecque  | Belgique | Armor-Dunlop        | 8 h 49 min 00 s |
| 2  | Joseph Pé         | Belgique |                     | m. t.           |
| 3  | Hector Martin     | Belgique | J.B.Louvet-Pouchois | + 4 min 45 s    |
| 4  | Charles Juseret   | Belgique |                     | + 4 min 45 s    |
| 5  | Adolf van Bruaene | Belgique | La Française        | + 4 min 45 s    |
| 6  | Maurice De Waele  | Belgique | Wonder              | + 9 min 15 s    |
| 7  | Aimé Dossche      | Belgique |                     | + 9 min 15 s    |
| 8  | Leon Luites       | Belgique |                     | + 10 min 15 s   |
| 9  | Jean Hardy        | Belgique |                     | + 10 min 15 s   |
| 10 | Marcel Houyoux    | Belgique |                     | + 10 min 15 s   |